# Sprintvärldsmästerskapen i kanotsport 1971
Sprintvärldsmästerskapen i kanotsport 1971 anordnades i Belgrad i Jugoslavien.

## Medaljsummering
| Pl.    | Nation          | Guld | Silver | Brons | Totalt |
| ------ | --------------- | ---- | ------ | ----- | ------ |
| 1      | Sovjetunionen   | 7    | 2      | 6     | 15     |
| 2      | Ungern          | 4    | 5      | 2     | 11     |
| 3      | Rumänien        | 2    | 2      | 5     | 9      |
| 4      | Västtyskland    | 2    | 2      | 1     | 5      |
| 5      | Östtyskland     | 1    | 1      | 2     | 4      |
| 6      | Sverige         | 1    | 1      | 0     | 2      |
| 7      | Bulgarien       | 0    | 0      | 2     | 2      |
| 8      | Polen           | 1    | 0      | 0     | 1      |
| 9      | Österrike       | 0    | 1      | 0     | 1      |
| 10     | Belgien         | 0    | 1      | 0     | 1      |
| 11     | Tjeckoslovakien | 0    | 1      | 0     | 1      |
| 12     | Nederländerna   | 0    | 1      | 0     | 1      |
| 13     | Norge           | 0    | 1      | 0     | 1      |
| Totalt | Totalt          | 18   | 18     | 18    | 54     |

### Herrar

#### Kanadensare
| Gren        | Guld                                              | Tid | Silver                                      | Tid | Brons                                      | Tid |
| C-1 500 m   | Detlef Lewe (GER)                                 |     | Tamás Wichmann (HUN)                        |     | Ivan Patzaichin (ROU)                      |     |
| C-1 1000 m  | Detlef Lewe (GER)                                 |     | Tibor Tatai (HUN)                           |     | Vladas Česiūnas (URS)                      |     |
| C-1 10000 m | Tamás Wichmann (HUN)                              |     | Vasilij Jurtjenko (URS)                     |     | Lipat Varabiev (ROU)                       |     |
| C-2 500 m   | Rumänien Georghe Danielov Gheorghe Simionov       |     | Sovjetunionen Jurij Lobanov Vladimir Pankov |     | Bulgarien Viktor Boitschev Fedja Stefanov  |     |
| C-2 1000 m  | Ungern Tamás Wichmann Gyula Petrikovics           |     | Rumänien Ivan Patzaichin Serghei Covaliov   |     | Bulgarien Viktor Boitschev Fedia Damianov  |     |
| C-2 10000 m | Sovjetunionen Naum Prokupets Aleksandr Vinogradov |     | Ungern László Hingt István Cserha           |     | Rumänien Serghei Covaliov Vicol Calabiciov |     |

#### Kajak
| Gren                | Guld                                                                           | Tid | Silver                                                                     | Tid | Brons                                                                                 | Tid |
| K-1 500 m           | Nikolaj Gogol (URS)                                                            |     | Ladislav Souček (TCH)                                                      |     | Mihály Hesz (HUN)                                                                     |     |
| K-1 1000 m          | Grzegorz Śledziewski (POL)                                                     |     | Lars Andersson (SWE)                                                       |     | Aleksandr Sjaparenko (URS)                                                            |     |
| K-1 10000 m         | Viktor Tsarjov (URS)                                                           |     | Péter Völgyi (HUN)                                                         |     | Jochen Schnieder (GER)                                                                |     |
| K-1 4 x 500 m relay | Ungern Géza Csapó István Szabó Csaba Giczi Mihály Hesz                         |     | Rumänien Dimitrie Ivanov Mihail Zaifu Eugen Botez Aurel Vernescu           |     | Sovjetunionen Anatolij Kobrisev Anatolij Sedasov Leonid Derevjanko Anatolij Tistjenko |     |
| K-2 500 m           | Sverige Lars Andersson Rolf Peterson                                           |     | Belgien Jean-Pierre Burny Paul Hockstra                                    |     | Sovjetunionen Nikolaj Gogol Petro Hresjta                                             |     |
| K-2 1000 m          | Östtyskland Reiner Kurth Alexander Slatnow                                     |     | Österrike Gerhard Seibold Günther Pfaff                                    |     | Rumänien Costel Coşniţă Vasilie Simioncenco                                           |     |
| K-2 10000 m         | Sovjetunionen Konstantin Kostenko Vjatjeslav Kononov                           |     | Norge Egil Søby Jan Johansen                                               |     | Rumänien Antrop Variabev Emilian Zahara                                               |     |
| K-4 1000 m          | Sovjetunionen Jurij Filatov Volodymyr Morozov Jurij Stetsenko Valerij Didenko  |     | Västtyskland Hans-Erick Patsch Rainer Hennes Rudolf Blass Eberhard Fischer |     | Ungern István Szabó Peter Várhelyi Zoltán Bakó Géza Csapó                             |     |
| K-4 10000 m         | Rumänien Cuprian Macareanu Costel Coşniţă Vasilie Simioncenco Atanase Sciotnic |     | Ungern Csaba Giczi István Timár György Mészáros Csongor Vargha             |     | Sovjetunionen Heino Kurvet Mikalaŭ Harbatjoŭ Vladimir Klimov Volodymyr Zemljakov      |     |

### Damer

#### Kajak
| Gren      | Guld                                                                                    | Tid | Silver                                                                        | Tid | Brons                                                                  | Tid |
| K-1 500 m | Ljudmila Pinajeva (URS)                                                                 |     | Mieka Jaapies (NED)                                                           |     | Petra Setzkorn (GDR)                                                   |     |
| K-2 500 m | Ungern Anna Pfeffer Katalin Hollosoy                                                    |     | Östtyskland Petra Setzkorn Petra Grabowski                                    |     | Sovjetunionen Tamara Popova Jekaterina Kurizjko                        |     |
| K-4 500 m | Sovjetunionen Jekaterina Kurizjko Natalja Bojko Julija Ryabtzjinskaja Ljudmila Pinajeva |     | Västtyskland Renate Breuer Roswitha Esser Irene Pepinghege Heiderose Wallbaum |     | Östtyskland Petra Setzkorn Marion Grupe Bettina Müller Petra Grabowski |     |